# Повадино (Тверская область)
Повадино — деревня в Селижаровском муниципальном округе Тверской области, до 2020 года входила в состав Оковецкого сельского поселения. 
Расположена на берегу Волги в месте впадения в неё реки Солодомня в 44 км на юго-восток от Селижарово, близ деревни находится погост Спас-Солодовня. 

## История
В 1815 году на погосте Спас-Солодовня близ деревни была построена каменная Преображенская церковь с 2 престолами, метрические книги с 1780 года.
В конце XIX — начале XX века деревня Повадино вместе с погостом Спас-Солодовня входили в состав Никоновской волости Ржевского уезда Тверской губернии.
С 1929 года деревня входила в состав Малоананкинского сельсовета Селижаровского района Ржевского округа Московской области, с 1935 года — в составе Калининской области, с 1994 года — в составе Малоананкинского сельского округа, с 2005 года — в составе Оковецкого сельского поселения, с 2020 года — в составе Селижаровском муниципальном округе.

## Население
| 1859 | 1883 | 2002 | 2010 |
| ---- | ---- | ---- | ---- |
| 106  | ↗124 | ↘2   | ↘1   |

## Достопримечательности
На погосте Спас-Солодовня сохранились остатки Церкви Спаса Преображения (1815).

## Галерея

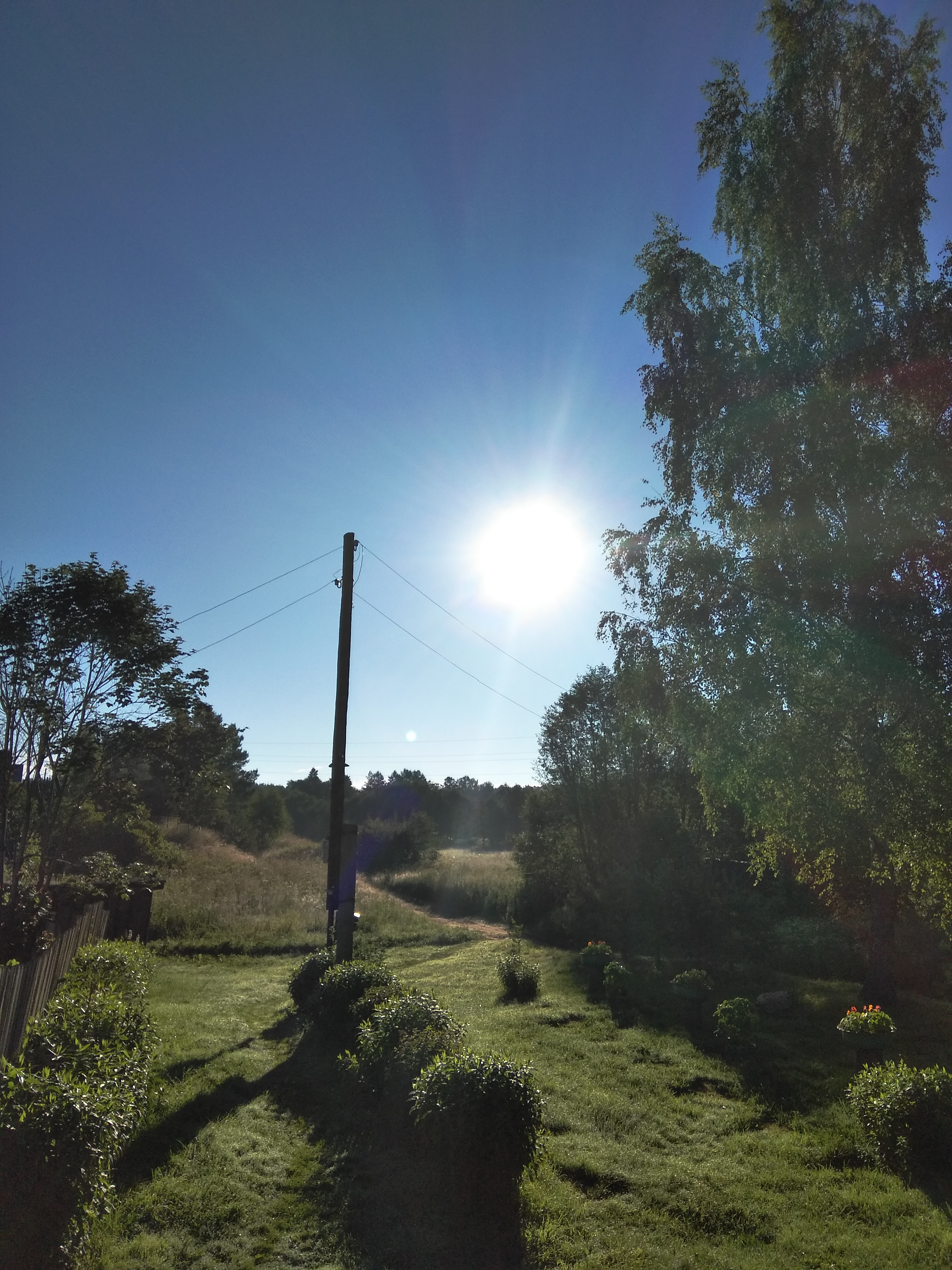
Вид на центральную улицу Повадино
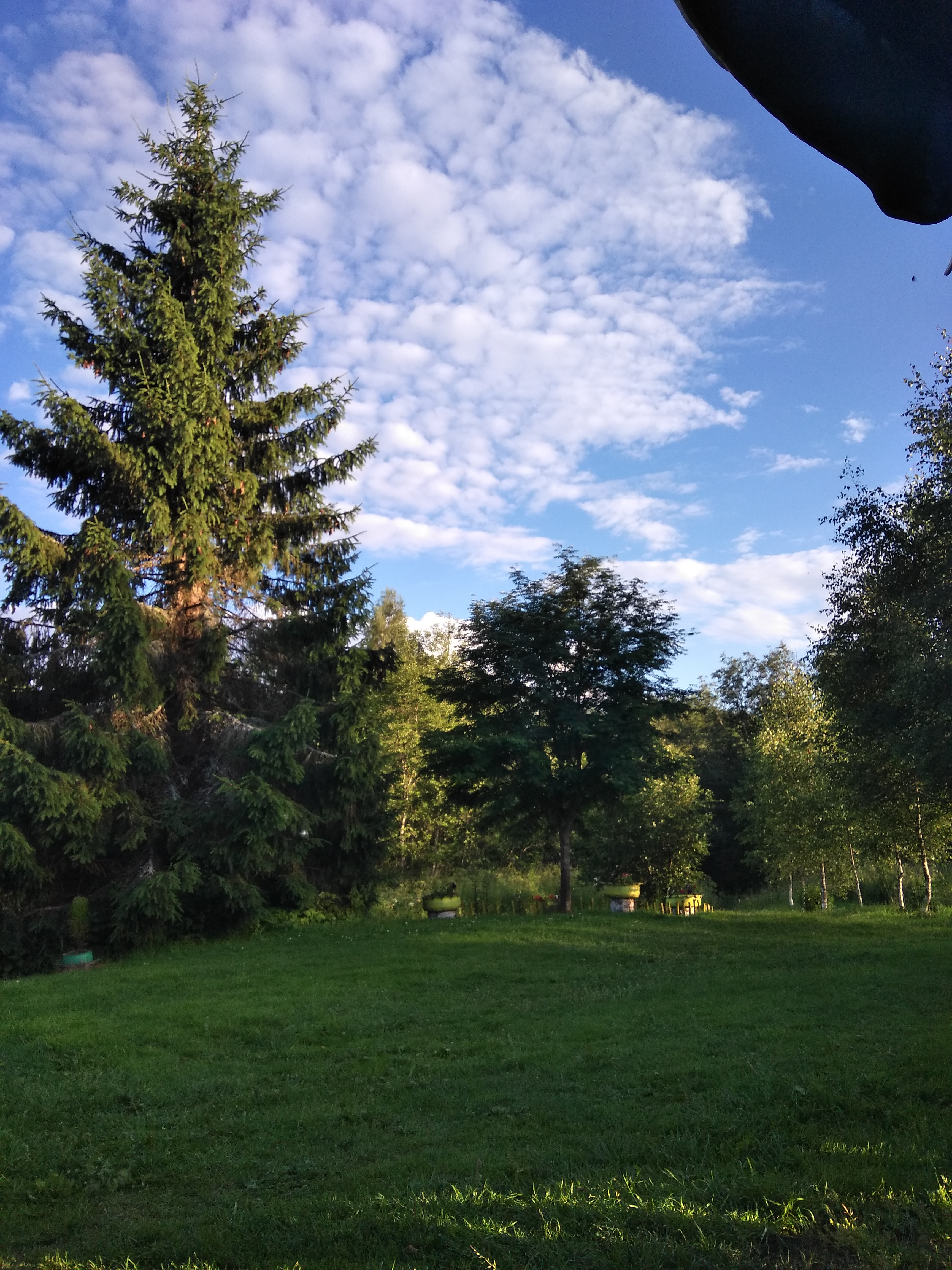
Окрестности деревни Повадино